# Tábuas Toledanas
As Tábuas toledanas ou Tábuas de Toledo, foram tábuas astronômicas usadas para predizer os movimentos do Sol, da Lua e dos planetas relacionados às estrelas fixas. Foram compiladas em torno de 1080 por um grupo de astronômos toledanos e foram o resultado do ajustamento de tábuas pre-existentes para a latitude de Toledo, para a qual foram nomeadas.
As Tábuas foram parcialmente baseadas no trabalho de al-Zarcali (conhecido no Ocidente como Arzaquel), um matemático, astrônomo e astrólogo árabe que floresceu em Córdova (Espanha), Alandalus. Gerardo de Cremona (1114–1187) editou para os leitores latinos as Tábuas de Toledo, a mais precisa compilação vista na Europa naquele tempo. Durante o meio do século XIII, Campano da Novara construiu Tábuas para o meridiano de Novara a partir das Tábuas toledanas de Arzaquel. As Tábuas toledanas foram suplantadas pelas Tábuas afonsinas que foram produzidas nos anos de 1270.